# Cattedrali in Uruguay
Questa è una lista di cattedrali in Uruguay.

## Cattedrali cattoliche
| Cattedrale | Arcidiocesi o Diocesi                     | Località         | Dedicazione                                      | Immagine |
| --- | ----------------------------------------- | ---------------- | ------------------------------------------------ | -------- |
| Cattedrale dell'Immacolata Concezione e dei Santi Filippo e Giacomo Catedral de la Inmaculada Concepción y San Felipe y Santiago | Arcidiocesi di Montevideo                 | Montevideo       | Immacolata Concezione, San Filippo e San Giacomo |          |
| Cattedrale di Nostra Signora di Guadalupe Catedral Nuestra Señora de Guadalupe                                                   | Diocesi di Canelones                      | Canelones        | Nostra Signora di Guadalupe                      |          |
| Cattedrale di Nostra Signora dei Trentatré Catedral Basílica de Nuestra Señora del Lujan                                         | Diocesi di Florida                        | Florida          | Nostra Signora dei Trentatré                     |          |
| Cattedrale di San Ferdinando Catedral San Fernando                                                                               | Diocesi di Maldonado-Punta del Este-Minas | Maldonado        | Ferdinando III di Castiglia                      |          |
| Cattedrale di Nostra Signora del Pilar e San Raffaele Catedral Nuestra Señora del Pilar y San Rafael                             | Diocesi di Melo                           | Melo             | Nostra Signora del Pilar e San Raffaele          |          |
| Cattedrale della Madonna delle Grazie Catedral Nuestra Señora de las Mercedes                                                    | Diocesi di Mercedes                       | Mercedes         | Madonna della Mercede                            |          |
| Cattedrale di San Giovanni Battista Catedral San Juan Bautista                                                                   | Diocesi di Salto                          | Salto            | San Giovanni Battista                            |          |
| Cattedrale di San Giuseppe Catedral Basílica de San José de Mayo                                                                 | Diocesi di San José de Mayo               | San José de Mayo | San Giuseppe                                     |          |
| Cattedrale di San Fruttuoso Catedral San Fructuoso                                                                               | Diocesi di Tacuarembó                     | Tacuarembó       | San Fruttuoso                                    |          |

## Cattedrali cattoliche armene
| Cattedrale                                                                    | Diocesi                                         | Città      | Dedicazione   | Immagine |
| ----------------------------------------------------------------------------- | ----------------------------------------------- | ---------- | ------------- | -------- |
| Cattedrale di Nostra Signora di Bzommar Catedral de Nuestra Señora de Bzommar | Esarcato apostolico di America Latina e Messico | Montevideo | Vergine Maria |          |

## Cattedrali anglicane
| Cattedrale                                                            | Diocesi              | Città      | Dedicazione        | Immagine |
| --------------------------------------------------------------------- | -------------------- | ---------- | ------------------ | -------- |
| Cattedrale della Santissima Trinità Catedral de la Santísima Trinidad | Diocesi dell'Uruguay | Montevideo | Santissima Trinità |          |